# Małgorzata Jarosińska-Jedynak
Małgorzata Bogumiła Jarosińska-Jedynak (ur. 31 października 1979 w Rzeszowie) – polska urzędniczka, inżynier i specjalistka w zakresie programów unijnych, w latach 2018–2019 podsekretarz stanu w Ministerstwie Inwestycji i Rozwoju, w latach 2019–2020 i w 2023 minister funduszy i polityki regionalnej, a w latach 2020–2023 sekretarz stanu w tym resorcie, od 2024 członek zarządu województwa podkarpackiego.

## Życiorys
Córka Zenona i Bogumiły. Ukończyła studia z inżynierii środowiska o specjalności inżynieria komunalna na Wydziale Budownictwa i Inżynierii Środowiska Politechniki Rzeszowskiej, a także studia podyplomowe z bezpieczeństwa i higieny pracy na tej samej uczelni. Uzyskała również uprawnienia instruktora nauki jazdy. Pracowała następnie w administracji samorządowej, zajmując się m.in. funduszami unijnymi, rozwojem regionalnym i wsparciem przedsiębiorczości. Była początkowo zatrudniona w Urzędzie Miasta i Gminy Tyczyn, a później przez 10 lat w Urzędzie Marszałkowskim Województwa Podkarpackiego. Przeszła w nim szczeble kariery od inspektora do dyrektora Departamentu Wspierania Przedsiębiorczości.
29 listopada 2018 powołana przez premiera Mateusza Morawieckiego na stanowisko podsekretarza stanu w Ministerstwie Inwestycji i Rozwoju, odpowiedzialnego za wdrażanie funduszy unijnych na innowacje, cyfryzację i kapitał ludzki, a także nadzór nad programem „Dostępność Plus”.
8 listopada 2019 została wskazana jako kandydatka na nowego ministra odpowiedzialnego za zarządzanie funduszami. 15 listopada 2019 została powołana na stanowisko ministra funduszy i polityki regionalnej, wchodząc w skład drugiego rządu Mateusza Morawieckiego. Zakończyła urzędowanie 6 października 2020 w ramach rekonstrukcji. W tym samym miesiącu powołana na stanowisko sekretarza stanu w Ministerstwie Funduszy i Polityki Regionalnej.
W wyborach w 2023 bez powodzenia kandydowała z ramienia PiS do Sejmu w okręgu krośnieńskim. 27 listopada tego samego roku objęła stanowisko ministra funduszy i polityki regionalnej w trzecim gabinecie Mateusza Morawieckiego. Funkcję tę pełniła do 13 grudnia 2023. W 2024 została wiceprezesem spółki zarządzającej portem lotniczym Rzeszów-Jasionka.
W maju tego samego roku powołano ją następnie w skład zarządu województwa podkarpackiego VII kadencji.

## Odznaczenia
- Krzyż Kawalerski Orderu Odrodzenia Polski – 2025[11]